# Feaella jocquei
Espèce
Feaella jocquei est une espèce de pseudoscorpions de la famille des Feaellidae.

## Distribution
Cette espèce est endémique du Kenya. Elle se rencontre vers Maungu.

## Description
Le mâle holotype mesure 2,36 mm.

## Étymologie
Cette espèce est nommée en l'honneur de Rudy Jocqué.

## Publication originale
- Henderickx, 2009 : A new Feaella species ( Pseudoscorpiones: Feaellidae) from Kenya. Phegea, vol. 37, no 2, p. 41-43 (texte intégral).